# Gerd Domhardt
Gerd Domhardt (Wolmirstedt, 1945. február 19. – Halle, 1997. február 18.) német zeneszerző és egyetemi tanár. Halle és Berlin egyetemein tanult. Élete vége felé Halle városában élt szabadúszó zeneszerzőként.